# 坂詰姫野
坂詰 姫野（さかつめ ひめの、2001年8月3日 - ）は、新潟県上越市出身の女子プロテニス選手。WTAランキング自己最高位はシングルス170位、ダブルス504位。右利き、バックハンド・ストロークは両手打ち。橋本総業ホールディングス所属。

## 来歴

### ジュニア時代
新潟県上越市黒井出身であり、実家は和菓子屋の坂詰菓子本店である。幼稚園年長で初めてテニスに触れ、上越教育大学附属小学校1年の時にテニススクールに通い始めた。上越教育大学附属中学校に進学すると、中学1年と中学2年の時には全国選抜ジュニアテニス大会で2年連続ベスト4に入り、全日本ジュニアテニス選手権では中学2年でベスト4、中学3年で準優勝した。中学3年時の2016年には全国中学生テニス選手権大会で優勝した。
高校は山梨学院高等学校に進学したが、2年への進級時に通信制の翔洋学園高等学校に転向し、テニスアカデミーのTeam YUKAに加入した。高校2年時に全日本ジュニアテニス選手権で優勝し、高校2年終了後の2019年春にプロ転向した。

### プロ転向後
2021年10月の全日本テニス選手権では準々決勝で川村茉那に敗れたが、過去最高成績のベスト8となった。
2022年10月に開催された全日本テニス選手権には第1シードとして出場し、2回戦で照井妃奈、3回戦で澤柳璃子、準々決勝で西郷里奈、準決勝で伊藤あおい、決勝で小堀桃子を破って優勝した。新潟県出身者としては初の優勝である。
2023年4月には後援会が発足し、地元選出の国会議員や新潟県議会議員も出席した。5月にはITF女子ワールドテニスツアーW80のカンガルーカップ国際女子オープンテニスで優勝し、ITFツアーでは自身5度目の優勝を、W80クラスでは自身初優勝を果たした。

## ITF女子ツアー決勝結果

### シングルス: 8回（5勝4敗）
| 結果   | 日付       | 大会              | カテゴリ | サーフェス | 対戦相手                 | スコア        |
| ------ | ---------- | ----------------- | -------- | ---------- | ------------------------ | ------------- |
| 優勝   | 2018年9月  | ITF京都           | 15,000   | ハード     | 荒川晴菜                 | 3–6, 6–3, 6–1 |
| 優勝   | 2019年12月 | ITFノンタブリー   | 15,000   | ハード     | ニギナ・アブドゥライモワ | 7–6, 5–7, 6–1 |
| 優勝   | 2021年5月  | ITFモナスティル   | 15,000   | ハード     | 細木咲良                 | 6–4, 7–5      |
| 優勝   | 2021年6月  | ITFモナスティル   | 15,000   | ハード     | 細木咲良                 | 7–5, 7–5      |
| 準優勝 | 2021年8月  | ITFモナスティル   | 15,000   | ハード     | 輿石亜佑美               | 3–6, 6–7      |
| 準優勝 | 2022年7月  | ITFチャールストン | 100,000  | クレー     | キャロル・ジャオ         | 6–3, 4–6, 4–6 |
| 準優勝 | 2023年3月  | ITFトロント       | 25,000   | ハード     | キャサリン・セボフ       | 4–6, 6–7      |
| 準優勝 | 2023年3月  | ITFフレデリクトン | 25,000   | ハード     | ガブリエラ・ナッツソン   | 4–6, 4–6      |
| 優勝   | 2023年5月  | カンガルーカップ  | 80,000   | ハード     | ケイティー・ボールター   | 7–5, 6–3      |

### シングルス: 2回（1勝1敗）
| 結果   | 日付      | 大会            | カテゴリ | サーフェス | パートナー       | 対戦相手                                        | スコア           |
| ------ | --------- | --------------- | -------- | ---------- | ---------------- | ----------------------------------------------- | ---------------- |
| 準優勝 | 2020年9月 | ITFポルト       | 15,000   | ハード     | フリア・パジョラ | カロリーナ・アウヴェス マリナ・バソルス・リベラ | 3–6, 6–4, [7–10] |
| 優勝   | 2021年6月 | ITFモナスティル | 15,000   | ハード     | 細木咲良         | エマ・デイヴィス ローレン・プロクター           | 7–5, 2–6, [10–8] |